# Giacomo Leopardi
Giacomo Leopardi (Recanati, 29 de junho de 1798 – Nápoles, 14 de junho de 1837), ensaísta, filólogo e um dos maiores expoentes da poesia italiana. Sua obra demonstra muito pessimismo, melancolia e ceticismo. Os inúmeros textos de Leopardi ilustram a genialidade e a sensibilidade de um autor atento à realidade, à subjetividade humana e ao próprio fazer literário.
"L'anima di Leopardi era nobilissima, delicatissima, quella di una creatura angelica, straboccante di desiderio d'amore e di amicizia."

(Giuseppe Prezzolni)

## Biografia
Os Leopardi formavam uma família nobre da pequena comuna Recanati¹, na região das Marcas, onde nasceu Giacomo Leopardi em 1798. Seus pais, o conde Monaldo e a marquesa Adelaide Antici, ainda tiveram outros filhos, dentre os quais alguns morreram já na infância ou na juventude, restando somente Giacomo, seus irmãos Carlo e Pierfrancesco e a irmã Paolina.
Apesar de pertencerem à nobreza, os Leopardi enfrentaram uma grande dificuldade financeira, contra a qual reagiu severamente Adelaide, optando por um estilo de vida austero que pudesse ao menos re-estabelecer a dignidade econômica da família. Nem por isso, porém, Giacomo deixou de receber educação. Na infância, o autor de L'infinito (O Infinito) contava com uma instrução eclesiástica e sobretudo com a vasta biblioteca do pai, composta por cerca de vinte mil volumes, onde teve seus primeiros contatos com a literatura e a erudição.
A relação entre Leopardi e os estudos se mostrou desde o início prodigiosa. Já aos dez anos ele escrevera suas primeiras composições poéticas, seja em italiano que em latim, e algumas reflexões filosóficas. Monaldo, notando as habilidades intelectuais do filho, fazia questão de exibir as produções do mesmo nas reuniões literárias que promovia em sua própria casa.
¹ Em Recanati há atualmente a Piazza Giacomo Leopardi (Praça Giacomo Leopardi), edificada em homenagem ao reconhecido escritor italiano.
"Sette anni di sudio matto e disperatissimo" (sete anos de louco e desenfreado estudo)
De 1809 a 1816, Giacomo ampliou magnificamente seus conhecimentos. Nesta fase de "estudo louco", nas palavras do escritor, ele, como autodidata, solidificou seus conhecimentos em grego, latim, francês e hebraico, dedicando-se, assim, à filologia. Além das contribuições filológicas, Giacomo escreveu também, durante esses sete anos, obras eruditas, como o Saggio sopra gli errori popolari degli antichi (Ensaio Sobre os Erros Populares dos Antigos), o qual foi publicado somente nove anos após sua morte, e traduziu Homero, Virgílio, o poeta greco Horácio e Hesíodo. Leopardi ainda se aprofundou no iluminismo e na poesia italiana.
A incontestável e colossal busca pelo saber rendeu a Giacomo, portanto, variados conhecimentos e escritos, o que contribuiu para que ele se tornasse posteriormente um dos principais nomes da literatura italiana de todos os tempos. Por outro lado, as constantes leituras agravaram sua escoliose e um problema de vista que, em uma certa fase de sua vida, impediu-lhe de ler e escrever.
Também em sua juventude, mais especificamente aos dezoito anos de idade, Leopardi experimentou sua primeira conversão filosófica, passando da erudição ao belo.
Na companhia dos livros e em fuga da família
A estreita relação entre Giacomo Leopardi e os estudos surgiu também por impulso do distanciamento familiar que ele estabeleceu em relação à sua mãe. Enquanto Monaldo se aproximava do filho pela literatura, a marquesa Adelaide não lhe dedicava o devido afeto, o que motivou Giacomo a passar sua juventude entre as paredes da biblioteca do pai. Tamanho era o desagrado com a própria família que em 1819, dois anos após iniciar a escrita de Zibaldone, um diário repleto de reflexões, projetos e apontamentos seus, Leopardi tenta escapar aventurosamente de casa, tendo recebido a visita de Pietro Giordani, um literato com quem se correspondia — a quem enviou inclusive suas primeiras composições poéticas. Giacomo, porém, fracassou em seu movimento de fuga e como consequência sofreu com a depressão.
Deste momento até 1822, a desavença com os pais se aflorou ainda mais. Adelaide e Monaldo intencionavam endereçar o filho à carreira eclesiástica, uma vida que Giacomo não poderia seguir de forma alguma, porque se entregara ao ateísmo. O intuito do então jovem poeta era a independência e a realização. Seus escritos poéticos aumentaram em quantidade e em qualidade, representados sobretudo pelas "Canzoni civili" (Canções civis), dentre as quais se destaca o Ultimo canto di Saffo (Último canto de Safo), e pelos "Idilli", poesias sentimentais como L'infinito (O Infinito).
Viagens e silêncio poético
Também em 1822 Leopardi foi ao encontro de seus tios maternos, em Roma. A cidade lhe despertou profunda desilusão, seja com as mulheres romanas que com os monumentos históricos pelos quais em nada se interessou. O ponto alto da viagem foi a visita ao Convento de San'Onofrio, onde Giacomo encontrou a tumba de um dos poetas de sua predileção: Torquato Tasso. Um ano depois, Leopardi retornou à sua cidade natal e, após compor Le operette morali (As operetas morais), experimentou um longo silêncio poético, que terminaria somente em 1828, em Pisa, cidade em que escreveu Il Risorgimento e A Silvia, iniciando o Ciclo dos Canti Pisani-recanatesi (Cantos pisanos-recanateses), conhecidos como Grandi Idilli. Durante o período de escassa inspiração poética, Giacomo conheceu também Bologna, Florença e Milão, onde colaborou com o editor Stella e atuou como professor particular. No mesmo ano em que teve novo fôlego poético, Giacomo Leopardi voltou contrariado a Recanati para viver, de novembro de 1828 a abril de 1830, o que denominou "sedici mesi di notte orribile" (dezesseis meses de horrível madrugada), um período difícil e ao mesmo tempo produtivo do renomado escritor italiano, que escreveu, num espaço de pouco mais de um ano, cantos como Le Ricordanze, La quiete dopo la tempesta, Canto notturno del pastore dell'Asia, dentre outros. E, somente com o apoio financeiro de alguns amigos toscanos, conseguiu deixar Recanati definitivamente.
Os últimos sete anos de Leopardi
Tendo enfim se afastado por definitivo de Recanati, Leopardi se transferiu novamente para Florença, onde conheceu seu grande amigo Antônio Ranieri, que o acompanharia até os últimos suspiros. Durante os anos que passou ali, o poeta encontrou bastante inspiração, inclusive na paixão não correspondida que sentiu por Fanny Targioni Tozzetti. Para essa verdadeira admiradora de seus apontamentos, Giacomo escreveu entre outros Aspasia, título que atribuiria também a todo um ciclo de poesias, Il ciclo di Aspasia (O ciclo de Aspásia). Além dos textos poéticos, em 1832, Giacomo Leopardi registrou sua última nota em Zibaldone, obra iniciada em 1817, composta por cerca de cinco mil páginas.
Sua segunda passagem por Florença terminou em 1833, quando Leopardi, na companhia de Ranieri, segue rumo a Nápoles, onde morre quatro anos depois, nos braços de seu melhor amigo. O corpo de Giacomo Leopardi foi sepultado na "Chiesa di San Vitale" (Igreja de San Vitale), e seus restos mortais foram transferidos em 1839 para Mergellina. Antes, porém, que lhe abandonasse inteiramente o brilho da vida, o talentosíssimo escritor encontrou fibra poética para enriquecer ainda mais as páginas imortais da literatura italiana, compondo em sua estada na casa do advogado Giuseppe Ferrigni, aos pés do Vesúvio - onde permaneceu em fuga da cólera que abatia a cidade de Napóles — duas esplêndidas poesias: La ginestra o il fiore del deserto (1836) e Il tramonto della luna (1837).

## O pessimismo cósmico de Leopardi
" […] a quem agrada ou a quem convém esta infelicíssima vida do universo, conservada com o dano e com a morte de todas as coisas que o integram?"
("Dialogo della Natura e di un Islandese", presente nas Operette morali, di Leopardi)
A entediada humanidade vive numa busca constante pela felicidade. Porém, a natureza não se propõe a contentá-la, dedicando-se somente à própria preservação e sendo indiferente à sorte humana. Apesar de sua indiferença, o homem a enxerga como uma madrasta, como um ente que, tendo-o colocado no mundo, ao invés de oferecer-lhe satisfação, priva-lhe de qualquer deleite e não se compadece de sua condição mortal. Em meio à morte e ao sofrimento inevitáveis, o ser humano reclama com a Natureza, que assume um papel alegórico nos textos leopardianos, dentre os quais se destacam pelo pessimismo cósmico "Il canto notturno di un pastore errante dell'Asia" (poema) e Le operette morali, compostas entre outros por "Storia del genere umano", uma narrativa sobre a insatisfação humana e as respostas dos deuses — sobretudo as de Giove — em relação a seus queixumes, e por "Dialogo della Natura e di un Islandese", uma conversa entre um islandês farto de viver infeliz e a Natureza, que responde com indiferença ao seu descontentamento.

## Obras
As suas maiores obras incluem o Zibaldone, as Operette Morali (uma coleção de pequenas histórias meditativas sobre o Homem), e a coleção de poemas Canti. Ele tinha uma visão pessimista da natureza como uma "madrasta" malvada indiferente a seus filhos, enquanto que a felicidade vem da falta de dor, que é, na realidade, a constante existencial (como expressado em La quiete dopo la tempesta onde ele afirma piacer figlio d'affanno (prazer filho da dor). Um dos seus poemas mais conhecidos é L'infinito:
Sempre caro mi fu quest'ermo colle,
E questa siepe, che da tanta parte
De l'ultimo orizzonte il guardo esclude.
Ma sedendo e mirando, interminati
Spazi di là da quella, e sovrumani
Silenzi, e profondissima quïete
Io nel pensier mi fingo, ove per poco
Il cor non si spaura. E come il vento
Odo stormir tra queste piante, io quello
Infinito silenzio a questa voce
Vo comparando: e mi sovvien l'eterno,
E le morte stagioni, e la presente
E viva, e 'l suon di lei. Così tra questa
Immensità s'annega il pensier mio:
E 'l naufragar m'è dolce in questo mare.

Tradução:
Sempre me foi cara esta erma colina
e esta sebe, que por toda a parte
do último horizonte o olhar exclui.
Mas sentando e admirando, intermináveis
espaços para lá dela e sobre-humanos
silêncios, e profundíssima quietude
eu no pensamento me finjo; onde por pouco
o coração não me amedronta. E como o vento
ouço sussurrar entre estas plantas, eu aquele
infinito silêncio a essa voz
vou comparando: e me sobrevém o eterno
e as mortas estações e a presente
e viva, e o som dela. Assim entre esta
imensidão se afoga o pensamento meu;
e o naufragar é-me doce nesse mar.
Listam-se a seguir obras de Giacomo Leopardi:
- La virtù indiana;
- Pompeo in Egito;
- Storia dell'astronomia;
- Saggio sugli errori popolari degli antichi;
- Zibaldone;
- Discorso di un italiano intorno alla poesia romantica;
- Canti;
- Idilli;
- Canzoni;
- Operette morali;
- di Aspasia;
- Palinodia;
- Paralipomeni alla Batracomiomachia;
- Sopra un basso rilievo antico sepolcrale;
- Sopra il ritratto di una bella donna;
- La ginestra.

Dentre as obras de Leopardi, destacam-se:
Canti
Canti (Cantos), palavra que Giacomo Leopardi escolheu para intitular sua coleção de poemas. O título "Canti" apareceu, pela primeira vez, na edição fiorentina de 1831 -precedida por uma dedicatória "Agli amici di Toscana" (Aos amigos de Toscana) — a qual compreendia vinte e três textos. dentre os quais as canções "All'italia", "Sul monumento di Dante che si prepara in Firenze", "Canzone ad Angelo Mai", etc. Outros dezesseis textos se somaram aos Canti em sua segunda edição (1835, na cidade de Napoli). A terceira e definitiva edição saiu somente em 1945, em Firenze e sob os cuidados de A. Ranieri, por quem Leopardi tinha grande amizade. Essa, publicada postumamente, além dos textos anteriores, agrupou também as composições "La ginestra", considerada como testamento poético leopardiano, e "Tramonto della luna".
A obra compreende líricas muito diferentes entre si,  na medida em que foram escritas em vários momentos da vida do autor. Em sua fase de maior maturidade, Giacomo por exemplo trocou uma expressão mais subjetiva de seus textos por uma perspectiva mais reflexiva e filosófica, a qual explicita sobretudo a ideia do "pessimismo cosmico" anteriormente estudado nesta página. Por fim, os Canti influenciaram fortemente a lírica italiana do século XIX e representam até hoje uma pedra basilar para tradição literária do País de Dante.

Le Operette morali
A composição da canção "Alla sua donna" (1823) marca o início de um longo período de silêncio poético, o qual se encontra na bibliografia do autor abordada acima. Apesar de sua voz poética ter se calado momentaneamente, Leopardi não deixou de escrever. Em 1824, compôs grande parte de uma de suas obras mais importantes e filosíficas: Le Operette morali.
Orientando-se por uma concepção profundamente anti-espiritualista e materialista da existência, o discurso leopardiano aborda nas Operette temas como a vida e a morte, o prazer e a dor, a felicidade e o tédio.
In Le Operette morali, Leopardi trata, ora de maneira mítica ("Stora del genere umano), ora irônica e satírica, com o olhar direcionado ao incorrigível vício dos homens de acreditar que se encontram no centro do Universo ("Dialogo di Ercole e di Atlante", "Dialogo di un folletto e di uno gnomo"); ora com referência à exclusiva exigência de uma existência livre da inércia e do tédio ("Dialogo di Torquato Tasso e del suo genio familiare", "Dialogo di Cristoforo Colombo e di Pietro Gutierrez").
Entre os pontos mais altos da obra, destacam-se o "Dialogo della Natura e di un'anima" e o "Dialogo di Federico Ruysch e delle sue mummie". Para concluir, o "Dialogo della Natura e di un islandese" ocupa a posição de maior relevo, pois que representa a afirmação do mais maduro pessimismo leopardiano.

Zibaldone di Pensieri
O Zibaldone di Pensieri, apesar de exibir páginas precisamente datadas por Leopardi, não é um diário íntimo, mas sim o livro de uma vida, uma vida intensamente dedicada "ai pensieri" (aos pensamentos), à leitura e à escrita de um dos mais geniais autores da literatura italiana. O livro é, em poucas palavras, um imenso volume de pensamentos, que abrange reflexões, sobretudo de caráter filosófico, linguístico e literário (as observações sobre a linguagem e sobre línguas, particularmente, ocupam um lugar de absoluto relevo, inclusive quantitativamente). No Zibaldone di Pensieri, quase todas as páginas testemunham um Leopardi muito crítico a si mesmo, tendo ele as marcado com inúmeras correções e acréscimos de vários tipos. Segue um exemplo de correções realizadas por Leopardi:
«Ora se questo bene altrui, è il bene assolutamente di tutti, non confondendosi questo mai col ben proprio, l’uomo non lo può cercare. Se è il bene di pochi, l’uomo può cercarlo, ma allora la virtù ha poca estensione, poca influenza, poca utilità, poco splendore, poca grandezza. Di più, e per queste stesse ragioni, poco eccitamento e premio, così che [son] <è> rar[e]<a> e difficile; giacchè siamo da capo, mancando <allora> o essendo poco efficace lo sprone che muove l’uomo ad abbracciar[la,] <la virtù,> cioè il ben proprio».  
No mais, embora seja uma obra particular, não criada para ser levada a público, em o Zibaldone di Pensieri, Leopardi esboçou muitas de suas composições publicamente compartilhadas. Além disso, através dela, deixou traços de sua evolução linguística — evidente também na grafia do autor — ao longo dos quinze anos em que o livro foi elaborado (de 1817, Recanati, a 1832, Firenze).

## Centro Nacional sobre os Estudos Leopardianos
Fundado em 1937 pelo conde Ettore Leopardi, em Recanati, o Centro contém uma biblioteca especializada, composta por cerca de sete mil títulos e pelas fotografias de todos os autógrafos leopardianos presentes nas bibliotecas de Florença e de Nápoles. O Centro ainda promove convenções internacionais, cuida de uma Bibliografia Analítica e dispõe de duas coleções: uma de Documentos e Estudos, e a outra de Escritos Inéditos ou Raros de Leopardi.